# Mal di Ventre-i Köztársaság

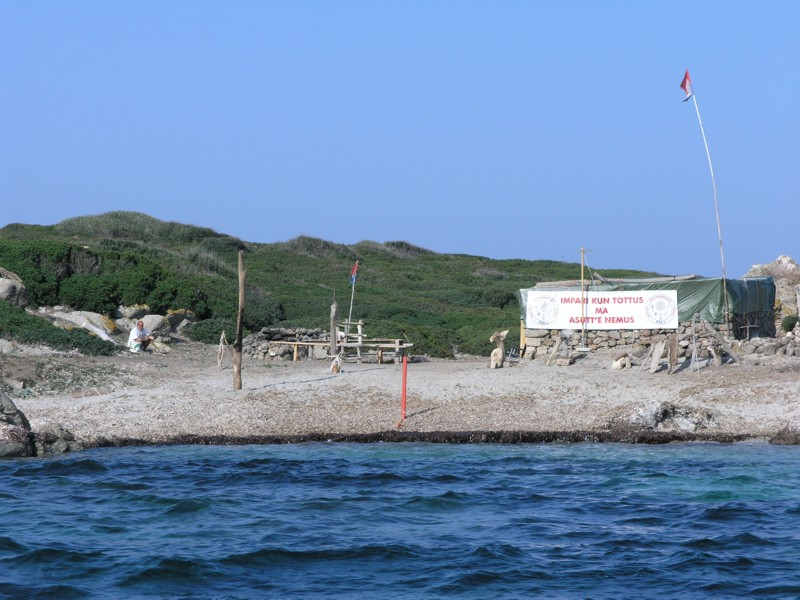
Mal di Ventre

A Mal di Ventre-i Köztársaság, vagy Maluentúi Köztársaság a Szárd Független Párt (Partidu Indipendentista Ardu) nevű szárd szeparatista párt emberei által elfoglalt Mal di Ventre nevű szigeten deklarált, egyetlen állam által sem elismert de facto köztársaság. Salvatore Meloni a szeparatisták vezetője 2008 októberében érkezett a szigetre, amelyet a szárd függetlenség jegyében önálló államként deklarált.
Maga a sziget teljesen lakatlan, a nyugati-szárd partoktól csak néhány kilométerre fekszik. Egy John Miller nevű brit férfi tulajdonát képezi. A turisták mellett a Szárd Független Párt is évtizedek óta látogatja, ez ugyanis tanácskozásának helye, sőt eddig is önkéntes rendfenntartóként működtek itt. Meloni a szigeten megalakította saját kormányát és az ENSZ tagországokhoz, valamint az Európai Parlamenthez intézett leveleket, amelyben Mal di Ventre függetlenségének elismerését kéri. Meloni nyíltan kimondta, hogy Mal di Ventre támpaszpontja kíván lenni Szardínia függetlenségének kivívásához. Az Európai Parlament állítólag válaszolt is Meloninak, hogy Olaszország dolga elismerni az új államot.
Meloni közben kidolgozta szakadár kormánya programját és lakosokat kezdett toborozni Mal di Ventrére. Egy héten belül 350-en jelezték, hogy az újdonsült állam polgárai akarnak lenni. Meloni nem vetett ki adókat az új államban és szabad letelepedési jogot adott ki. Az olasz igazságügyi szervek megkezdték a sziget blokád alá vonását, de nem a szeparatista megmozdulás miatt, hanem mert a foglalók és az új lakók környezeti károkat okoztak a szigeten, amelynek teljes területe védett. Meloni igyekszik elkerülni a természeti kár okozását és faházakat kezdtek el építeni, valamint szélerőműveket létesíteni. Pénzt (jobbára fémérméket) kezdtek kibocsátani. Meloni szerint állítólag hivatalos szervezetek igazat adtak nekik a szárd függetlenség kérdésében. Meloni nem is tagadja, hogy Koszovó, Abházia és Dél-Oszétia példái inspirálták őt erre.
A tett nem okozott túlzottan nagy meghökkenést Olaszországban, mivel effajta szeparatista akciók egyáltalán nem ritkák. Korzikán és Szicílián is vannak hasonló szeparatista csoportok. A Mal di Ventre-i események során Szicíliában is szétverték az egységes Olaszország jelképének számító Giuseppe Garibaldi szobrát. Ugyanebben az évben, még a Mal di Ventre-i Köztársaság kikiáltását megelőzően kilenc hónappal 2008. január 12-én a korzikai fővárosban, Ajaccióban egy kormány épületet támadtak meg szeparatisták, a francia kormány egyik rendelete miatt. Kisebb merénylet is történt a környéken, de hasonló robbantásokat a korzikai szeparatisták már régóta hajtanak végre a szigeten. A szárdok java része sem tartja komolynak Meloni megmozdulását. A szárd politikai pártok többsége egyáltalán nem támogatja Melonit és a szakadár köztársaságot, sőt megpróbálják megvásárolni Millertől a szigetet Szardínia részére, hogy alááshassák a szakadárok bázisát. A Szárd Független Párt többi tagja sincs túlságosan elragadtatva Meloni öncélú akciójától, mivel csak négy emberrel vett részt a sziget lefoglalásában. Az egyik internetes portálon megjelent cikk is gúnyolódva Bolond Szél Köztársaság-nak nevezi, mivel szárd nyelven Maluentu jelentése Rossz szél, Őrült szél.
Az olasz bíróság az ügyben 2012 nyarán ítéletet hozott: ebben Melonit és öt társát több bűncselekményben találták bűnösnek köz- és magánbirtokok jogtalan lefoglalásában és erre irányuló szervezkedésben, valamint környezetkárosításban. Meloni 1 év 8 hónap börtönt kapott, a többiek egy év két hónapot, köztük a köztársaság „pénzügyminisztere” Alessandra Meli.
Az ügy végére 2017 júliusában pont került Meloni halálával. A szeparatista vezetőnek az év áprilisában börtönbe kellett vonulnia, ám egészségügyi problémái miatt kérvényezte a büntetés házi őrizetre való enyhítését. A bíróság a kérvényt elutasította, mire Meloni éhségsztrájkba fogott. Ezzel viszont komolyan rontott saját egészségén és emiatt meghalt.